# Bộ Cắt
Bộ Cắt (danh pháp khoa học: Falconiformes) là một nhóm khoảng chứa các loài chim săn mồi ban ngày. Việc phân loại chim ăn thịt là khó khăn và bộ này được xử lý theo các cách khác nhau trong lịch sử phân loại.

## Vấn đề phân loại
Theo truyền thống, tất cả các loài chim ăn thịt còn sinh tồn được nhóm trong 4 họ trong một bộ duy nhất này (bộ Cắt nghĩa rộng). Tuy nhiên, một số tác giả vẫn nghi ngờ về tính đơn ngành của bộ Cắt nghĩa rộng và công nhận sự tồn tại của bộ Ưng và tại châu Âu, thông thường người ta vẫn chia bộ Cắt nghĩa rộng thành hai: các loài cắt và caracara vẫn thuộc bộ Falconiformes (khoảng 66 loài) nghĩa hẹp, còn lại khoảng 263 loài (bao gồm cả họ Accipitridae: đại bàng, ưng, ó, diều và v.v) được đặt trong bộ tách biệt gọi là bộ Ưng (Accipitriformes). Họ tiền sử duy nhất được biết đến từ các hóa thạch là Horusornithidae (hiện nay xếp trong bộ Ưng).
Ý tưởng cho rằng bộ Falconiformes nên được phân chia thành nhiều bộ đến từ gợi ý rằng bộ này có thể không chia sẻ cùng một dòng dõi duy nhất mà nó loại bỏ các loài chim khác. Gợi ý gây tranh cãi nhất nhưng được hỗ trợ tốt nhất là rằng họ Kền kền Tân thế giới (Cathartidae) không phải thuộc bộ Falconiformes mà có liên quan tới các loài cò, vạc trong bộ tách biệt là bộ Hạc (Ciconiiformes). Tuy nhiên, chứng cứ hình thái học hỗ trợ tổ tiên chung của bộ Falconiformes, và bộ Cú (Strigiformes) cũng có thể có quan hệ họ hàng rất gần với bộ Falconiformes.
Hiệp hội điểu học Mỹ Lưu trữ ngày 28 tháng 4 năm 2007 tại Wayback Machine tạm thời khôi phục các loài kền kền Tân thế giới (họ Cathartidae) vào bộ Falconiformes vào năm 2007. Điều này ngược lại với phân loại Sibley-Ahlquist có nhiều ảnh hưởng, trong đó tất cả các loài chim ăn thịt được đặt trong bộ Ciconiiformes, nhưng Cathartidae được coi là nằm ngoài dòng dõi bao gồm các loài chim ăn thịt khác. Trong khi điều cuối cùng này có thể chính xác, thì "Ciconiiformes" nghĩa Sibley và Ahlquist là một tổ hợp cận ngành, nhân tạo và là một trong những điểm yếu nhất trong sơ đồ phân loại của họ.
Phân tích tổ hình nhiễm sắc thể (karyotype) chỉ ra rằng kền kền Tân thế giới quả thực là khác biệt, và họ Accipitridae đứng cách xa các loài chim dạng cắt khác ở chỗ các vi nhiễm sắc thể của chúng chỉ ra mức độ cao của sự hợp nhất với các nhiễm sắc thể kích thước trung bình, là độc nhất vô nhị ở các loài chim. Điều này có đem lại ý nghĩa gì cho tính hợp lệ của bộ Accipitriformes được đề xuất hay không vẫn là vấn đề tranh cãi, nhưng ít nhất nó chứng minh rằng Accipitridae là nhóm đơn ngành.
Nghiên cứu DNA gần đây chỉ ra rằng các loài cắt không có quan hệ họ hàng gần với các loài chim săn mồi còn lại, thay vì thế chúng có quan hệ họ hàng gần với các loài vẹt (Psittaciformes) và sẻ (Passeriformes), trong khi các họ Pandionidae và Sagittariidae có quan hệ họ hàng gần nhất với họ Accipitridae, và chúng tạo thành một nhánh đơn ngành. Kể từ đó sự tách ra (nhưng không phải là vị trí của cắt cận kề với vẹt và sẻ) đã được các tổ chức có uy tín về điểu học như Ủy ban Phân loại Nam Mỹ (SACC), Ủy ban Phân loại Bắc Mỹ (NACC) trực thuộc Hiệp hội các nhà điểu học châu Mỹ (AOU) và Đại hội Điểu học Quốc tế (IOC) công nhận.

## Đặc trưng
Bộ Falconiformes nghĩa rộng được biết đến từ Trung Eocen (chi có thể là cơ sở Masillaraptor từ mỏ đá Messel). Chúng tiêu biểu có mỏ hình móc cong sắc nhọn với da gốc mỏ trên bề mặt đầu gần lưng, chứa các lỗ mũi. Các cánh của chúng dài và khá rộng, thích hợp cho việc bay liệng, với 4–6 lông cánh sơ cấp có khía phía ngoài.
Bộ Falconiformes nghĩa rộng có các cẳng và bàn chân khỏe với các vuốt của chim ăn thịt và vuốt sau có thể đặt đối diện. Gần như tất cả các loài trong bộ Falconiformes là chim ăn thịt, săn bắt bằng khả năng nhìn trong thời gian ban ngày hoặc vào lúc tranh tối tranh sáng. Chúng sống lâu, và phần lớn có tốc độ sinh sản thấp.
Chim non có giai đoạn nuôi cho tới khi ra ràng dài, phát triển rất nhanh, tiếp theo là 3–8 tuần chăm sóc tại tổ sau chuyến tập bay đầu tiên, và 1 tới 3 năm để đạt tới độ tuổi thuần thục sinh dục. Các con mái to hơn các con trống. Lưỡng hình giới tính nói chung là tột cùng nhất ở các loài chuyên môn hóa trong việc ăn thịt các loài chim khác, chẳng hạn như các loài ưng thuộc chi Accipiter và các loài cắt thuộc chi Falco, trong đó chim mái có thể nặng hơn 2 lần chim trống; nhưng tính chất này hầu như không có ở các loài kền kền. Chế độ đơn phối ngẫu là quy tắc chung, mặc dù bạn đời thay thế thường được chọn nếu một con bị chết.
Bộ Falconiformes nghĩa rộng thuộc số các bộ đa dạng nhất khi nói về kích thước. Loài nhỏ nhất được cho là cắt đùi đen (Microhierax fringillarius), với các con trống nhỏ chỉ nặng 28 g (1 oz), dài 14 cm (5,5 inch) và có sải cánh 26 cm (10,3 inch). Loài lớn nhất là đại bàng đầu trọc (Aegypius monachus), nặng tới 14 kg (31 lb), dài 118 cm (46 inch) và sải cánh 3 m (10 ft).

## Hệ thống hóa
Trên khắp thế giới có khoảng 260-330 loài chim ăn thịt (tùy theo quan điểm phân loại, IOC công nhận 329 loài) còn sinh tồn; hiện tại tất cả các họ, ngoại trừ họ Falconidae, được tách ra thành bộ Accipitriformes, hoặc họ Cathartidae còn được tách ra thành bộ riêng gọi là Cathartiformes.

### Truyền thống
- Falconidae: 66 loài cắt và caracara.
- Accipitridae: 200-253 loài gồm diều (diều hâu, diều mướp, diều lửa v.v), đại bàng, ưng, kền kền Cựu thế giới, ó buteo. Có thể gộp cả họ Pandionidae.
- Pandionidae: 2 loài ưng biển
- Sagittaridae: 1 loài diều ăn rắn
- Cathartidae?: 7 loài kền kền Tân thế giới, kền kền khoang cổ
- †Horusornithidae

### Hiện nay
Theo phân loại hiện tại của AOU và IOC thì bộ Cắt (nghĩa hẹp) chỉ còn chứa mỗi họ Falconidae.